# Pihtijärvi
Pihtijärvi är en sjö i Övertorneå kommun i Norrbotten och ingår i Torneälvens huvudavrinningsområde. Sjön har en area på 0,207 kvadratkilometer och ligger 116 meter över havet.

## Delavrinningsområde
Pihtijärvi ingår i det delavrinningsområde (738627-184002) som SMHI kallar för Inloppet i Mormanki. Medelhöjden är 138 meter över havet och ytan är 35,31 kvadratkilometer. Det finns inga avrinningsområden uppströms utan avrinningsområdet är högsta punkten. Lammijoki som avvattnar avrinningsområdet har biflödesordning 3, vilket innebär att vattnet flödar genom totalt 3 vattendrag innan det når havet efter 79 kilometer. Avrinningsområdet består mestadels av skog (83 procent). Avrinningsområdet har 0,34 kvadratkilometer vattenytor vilket ger det en sjöprocent på 1 procent.